# Tilly (Eure)
Tilly és un municipi francès situat al departament de l'Eure i a la regió de Normandia. L'any 2007 tenia 536 habitants.

## Demografia

### Població
El 2007 la població de fet de Tilly era de 536 persones. Hi havia 178 famílies de les quals 32 eren unipersonals (16 homes vivint sols i 16 dones vivint soles), 61 parelles sense fills, 81 parelles amb fills i 4 famílies monoparentals amb fills.
La població ha evolucionat segons el següent gràfic:
Habitants censats

### Habitatges
El 2007 hi havia 205 habitatges, 182 eren l'habitatge principal de la família, 17 eren segones residències i 6 estaven desocupats. 202 eren cases i 3 eren apartaments. Dels 182 habitatges principals, 164 estaven ocupats pels seus propietaris, 12 estaven llogats i ocupats pels llogaters i 5 estaven cedits a títol gratuït; 1 tenia una cambra, 6 en tenien dues, 16 en tenien tres, 53 en tenien quatre i 106 en tenien cinc o més. 127 habitatges disposaven pel capbaix d'una plaça de pàrquing. A 72 habitatges hi havia un automòbil i a 97 n'hi havia dos o més.

### Piràmide de població
La piràmide de població per edats i sexe el 2009 era:
| Homes | Edats   | Dones |
| ----- | ------- | ----- |
| 0     | 95 o +  | 0     |
| 0     | 90 a 94 | 4     |
| 0     | 85 a 89 | 0     |
| 0     | 80 a 84 | 0     |
| 0     | 75 a 79 | 8     |
| 16    | 70 a 74 | 4     |
| 16    | 65 a 69 | 12    |
| 16    | 60 a 64 | 24    |
| 8     | 55 a 59 | 12    |
| 4     | 50 a 54 | 4     |
| 16    | 45 a 49 | 20    |
| 24    | 40 a 44 | 32    |
| 24    | 35 a 39 | 24    |
| 12    | 30 a 34 | 28    |
| 12    | 25 a 29 | 4     |
| 0     | 20 a 24 | 0     |
| 20    | 15 a 19 | 16    |
| 20    | 10 a 14 | 12    |
| 20    | 5 a 9   | 4     |
| 4     | 0 a 4   | 8     |

## Economia
El 2007 la població en edat de treballar era de 355 persones, 256 eren actives i 99 eren inactives. De les 256 persones actives 238 estaven ocupades (137 homes i 101 dones) i 17 estaven aturades (5 homes i 12 dones). De les 99 persones inactives 21 estaven jubilades, 23 estaven estudiant i 55 estaven classificades com a «altres inactius».

### Ingressos
El 2009 a Tilly hi havia 188 unitats fiscals que integraven 511,5 persones, la mediana anual d'ingressos fiscals per persona era de 21.472 €.

### Activitats econòmiques
Dels 12 establiments que hi havia el 2007, 1 era d'una empresa de fabricació d'altres productes industrials, 2 d'empreses de construcció, 1 d'una empresa de comerç i reparació d'automòbils, 1 d'una empresa d'hostatgeria i restauració, 1 d'una empresa financera, 2 d'empreses immobiliàries, 3 d'empreses de serveis i 1 d'una empresa classificada com a «altres activitats de serveis».
Dels 2 establiments de servei als particulars que hi havia el 2009, 1 era una lampisteria i 1 electricista.
L'any 2000 a Tilly hi havia 11 explotacions agrícoles que ocupaven un total de 819 hectàrees.

## Equipaments sanitaris i escolars
El 2009 hi havia una escola elemental integrada dins d'un grup escolar amb les comunes properes formant una escola dispersa.

## Poblacions més properes
El següent diagrama mostra les poblacions més properes.